# Marly-Gomont
Marly-Gomont település Franciaországban, Aisne megyében. Lakosainak száma 484 fő (2022. január 1.). Marly-Gomont Chigny, Englancourt, Haution, Proisy, Saint-Algis és La Vallée-au-Blé községekkel határos.

## Népesség
A település népességének változása:
| Lakosok száma | 551  | 420  | 464  | 420  | 445  | 457  | 475  | 485  | 487  | 484  |
|               | 1968 | 1982 | 1990 | 2006 | 2013 | 2015 | 2017 | 2019 | 2020 | 2022 |